# يوجين فيتزهاغ
يوجين فيتزهاغ هو سياسي أمريكي، ولد في 1926، وتوفي في 21 أغسطس 2007.